# Marathon van Fukuoka 1967
De marathon van Fukuoka 1967 werd gelopen op zondag 3 december 1967. Het was de 21e editie van de marathon van Fukuoka. Aan deze wedstrijd mochten alleen mannelijke elitelopers deelnemen. De Australiër Derek Clayton kwam als eerste over de streep. Met zijn finishtijd verbeterde hij het wereldrecord tot 2:09.36,4.

## Uitslagen
| rang   | naam                | land | tijd      |
| ------ | ------------------- | ---- | --------- |
| Goud   | Derek Clayton       | AUS  | 2:09.36,4 |
| Zilver | Seiichiro Sasaki    | JPN  | 2:11.17,0 |
| Brons  | David McKenzie      | NZL  | 2:12.25,8 |
| 4      | Masatsugu Futsuhara | JPN  | 2:14.40,0 |
| 5      | James Alder         | SCO  | 2:14.44,8 |
| 6      | Yoshiaki Unetani    | JPN  | 2:14.49,6 |
| 7      | Hidekuni Hiroshima  | JPN  | 2:15.16   |
| 8      | Kazuo Ito           | JPN  | 2:15.19   |
| 9      | Michael R Ryan      | NZL  | 2:15.41   |
| 10     | Kazuo Matsubara     | JPN  | 2:15.42   |
| 11     | Toru Terasawa       | JPN  | 2:17.00   |
| 12     | Toshihiko Uehara    | JPN  | 2:17.56   |
| 13     | Akio Usami          | JPN  | 2:18.16   |
| 14     | Kazuo Yamashita     | JPN  | 2:18.20   |
| 15     | Norio Sasaki        | JPN  | 2:18.38   |
| 16     | Masanao Haranishi   | JPN  | 2:19.36   |
| 17     | Kimio Karasawa      | JPN  | 2:19.53   |
| 18     | Nobuyoshi Sadanaga  | JPN  | 2:20.05   |
| 19     | Morio Shigematsu    | JPN  | 2:20.54   |
| 20     | Kunio Miura         | JPN  | 2:21.37   |
| 21     | Ikunori Iwami       | JPN  | 2:22.16   |
| 22     | Tetsuo Usui         | JPN  | 2:22.43   |
| 23     | Katsunori Sato      | JPN  | 2:22.43   |
| 24     | Shoichi Tanaka      | JPN  | 2:23.04   |
| 25     | Katsumi Yatabe      | JPN  | 2:24.07   |

1947 ·
1948 ·
1949 ·
1950 ·
1951 ·
1952 ·
1953 ·
1954 ·
1955 ·
1956 ·
1957 ·
1958 ·
1959 ·
1960 ·
1961 ·
1962 ·
1963 ·
1964 ·
1965 ·
1966 ·
1967 ·
1968 ·
1969 ·
1970 ·
1971 ·
1972 ·
1973 ·
1974 ·
1975 ·
1976 ·
1977 ·
1978 ·
1979 ·
1980 ·
1981 ·
1982 ·
1983 ·
1984 ·
1985 ·
1986 ·
1987 ·
1988 ·
1989 ·
1990 ·
1991 ·
1992 ·
1993 ·
1994 ·
1995 ·
1996 ·
1997 ·
1998 ·
1999 ·
2000 ·
2001 ·
2002 ·
2003 ·
2004 ·
2005 ·
2006 ·
2007 ·
2008 ·
2009 ·
2010 ·
2011 ·
2012 ·
2013 ·
2014 ·
2015 ·
2016 ·
2017